# ضرار أبو سيسي
ضرار أبو سيسي (1969-) هو مهندس وأسير فلسطيني اختطفه الموساد الإسرائيلي ليقبع في السجون الإسرائيلية منذ شباط 2011 بتهمة العمل العسكري مع حركة حماس والمساهمة في تصنيع الصواريخ التي تطلق من غزة، ولكن نفى ضرار كل التهم الموجهة إليه. تعرض لظروف تحقيق قاسية، وهدده الاحتلال الإسرائيلي بقتل زوجته وأولاده الستة وحاول الاحتلال تنفيذ تهديده خلال الحرب الأخيرة حيث استهدف شقتهم في برج الإيطالي بمدينة غزة.

## سيرته
تلقى أبو سيسي تعليمه في قطاع غزة وسافر إلى أوكرانيا عام 1988 لحصوله على شهادة الدكتوراه في هندسة الشبكات الكهربائية ليغادر بعدها مع زوجته الأوكرانية فيرونيكا إلى وطنه فلسطين حيث عمل لاحقاً مديراً تشغيلياً لمحطة توليد الطاقة الكهربائية، كما عمل أستاذاً محاضراً في جامعة القدس المفتوحة.

## اعتقاله
عاد ضرار رفقة زوجته وأحد أبنائه إلى أوكرانيا بعد غياب دام 15 عاما بسبب الحصار والعدوان على القطاع، بهدف زيارة أهل زوجته وإتمام معاملات رسمية، فاختطفه جهاز الموساد الإسرائيلي في 19 شباط عام 2011، في إحدى محطات السكة الحديدية في أوكرانيا وسيطروا عليه بعد تخديره ونقله بواسطة طائرة إلى مطار بن غوريون، بحجة أنه شارك بفاعلية في تطوير وتحسين أداء صواريخ حماس.
وتعرض لتحقيق عنيف وقاسٍ لأكثر من 65 يوماً في مركز تحقيق بيتح تكفا وسجن عسقلان من قبل كبار القادة العسكريين الصهاينة أمثال: يورام كوهين، ومسؤول ملف جلعاد شاليط آنذاك عاموس جلعاد، ويوآل، وجاك، وستيفن، وستيف. خضع للعزل 3 سنوات ونتيجة التحقيق القاسي وظروف العزل والإهمال الطبي أصيب بالعديد من الأمراض التي أثرت على صحته بشكل كبير، وأنهت عزله عقب خطوات احتجاجية اضراباً عن الطعام نفذها الأسرى الفلسطينيون، إلى أن أصدر الاحتلال بحقّه يوم الـ14 من تموز عام 2015 حُكمًا بالسّجن لمدة 21 عاماً. وعانى وما زال يعاني الأسير ضرار من إهمال طبي شديد.